# Mryn
Mryn (ucraniano: Мрин) es un municipio rural de Ucrania perteneciente al raión de Nizhyn de la óblast de Chernígov.
En 2020, el territorio del actual municipio tenía una población de unos cuatro mil habitantes, de los que unos mil ochocientos vivían en el propio pueblo de Mryn y el resto repartidos en seis pedanías. El municipio se formó en 2016 mediante la fusión de los consejos rurales de Mryn, Lyjachiv, Ploske, Sélyshche (con las pedanías Kyselivka y Rozdolne) y Jotýnivka. El área pertenecía hasta 2020 al raión de Nosivka.
Se conoce la existencia del pueblo en documentos desde 1628, cuando Vladislao IV de Polonia entregó el señorío de Mryn a un monasterio de la Orden de Predicadores de Chernígov. En 1647 llegó a adoptar el Derecho de Magdeburgo, con el objetivo de refundarse como una ciudad llamada "Jackopol", topónimo en referencia al santo dominico Jacinto de Cracovia. El plan fracasó por el estallido de la rebelión de Jmelnitski, en la que Mryn pasó a ser sede de una sotnia, en unas épocas del regimiento cosaco de Nizhyn y en otras del regimiento de Kiev. En el Imperio ruso fue considerado miasteczko y capital de su propia vólost, en el uyezd de Nizhyn de la gobernación de Chernígov.
Se ubica sobre la carretera T2525, a medio camino entre Nosivka y la carretera M02 que une Kiev con Hlújiv. Al este de Mryn sale una carretera secundaria que lleva a la capital distrital Nizhyn, ubicada unos 25 km al este del pueblo.